# Aguillo
Aguillo es una localidad y una Entidad Local Menor perteneciente al municipio de Condado de Treviño, Burgos (España). Está situada en la comarca de Ebro.

## Contexto geográfico
Dista 12,0 km de la capital del municipio Treviño pasando por Marauri, Ventas de Armentia; 36,4 km de Miranda de Ebro, pasando por Treviño y Añastro; 118,7 km de Burgos. pasando por Miranda, y 23,6 km de Vitoria, pasando por San Vicentejo-
- Código INE 09-109-0001, 57 habitantes en 2008, 35 varones, 22 mujeres.
- Sistema de Coordenadas Universal Transversal de Mercator ED50 UTM 30N X:531.715,12 Y:4730.818,46

## Situación administrativa
En las elecciones locales de 2007 correspondientes a esta Entidad Local Menor concurrieron dos candidaturas: Antonio Durán Ruiz (AEAG) y Luis Fernández Soriano (PP).

## Demografía
Evolución de la población
| Gráfica de evolución demográfica de Aguillo entre 2000 y 2017      |
|                                                                    |
| Población de derecho (2000-2017) según el padrón municipal del INE |

## Historia

### Antiguo Régimen
Antes de la creación de los ayuntamientos constitucionales estaba incluida en la Cuadrilla de Val de Lauri.

### Descripción de Sebastián Miñano (1826)
Lugar de Señorío, de España, en Castilla la Vieja, provincia de Burgos, cuadrilla de Val de Lauri, condado de Treviño, Regidor Pedáneo, 11 vecinos, 51 habitantes.
- Dista 19 leguas de la capital.
- (Ver Treviño).
- Contribuye con el Condado.

### Descripción de Pascual Madoz
Así se describe a Aguillo en el tomo I del Diccionario geográfico-estadístico-histórico de España y sus posesiones de Ultramar, obra impulsada por Pascual Madoz a mediados del siglo XIX:

Lugar en la provincia, audiencia territorial y capitanía general de Burgos (14 leguas), partido judicial de Miranda de Ebro (5), diócesis de Calahorra (16) y ayuntamiento de Treviño (1 ½); Situado a 2 leguas S de Vitoria en la bajada del puerto del mismo nombre; le baten generalmente en el invierno el aire NE y NO y en el verano el E que algunos años destruye varios sembrados; goza de clima mediano, y se padecen algunas enfermedades, aunque de poca consideración. Constituyen la población 12 casas diseminadas, todas de inferior fábrica y de poca altura. Hay una escuela de primeras letras con la dotación de 20 fanegas de trigo, satisfechas por el ayuntamiento, cura y vecinos, a la que asisten 24 alumnos, una iglesia parroquial dedicada a San Pedro Apóstol, servida por un cura párroco; en paraje ventilado y que no perjudica a la salubridad pública, se halla el cementerio; a ¼ de legua una ermita bajo la advocación de San Pedro; una venta sin uso y una fuente de exquisitas aguas para el surtido del vecindario. Confina el término por N con el de Ajarte y por los demás puntos cardinales con los de Saraso, Marauri y Saseta, comprendiendo en su circunferencia el espacio de una legua; le baña un riachuelo que además de fertilizar sus tierras, da impulso a un molino harinero, el cual solo muele la mitad del año; el terreno en lo general es arenoso y poco fructífero, tiene bastante monte de encina, robles, pinos, hayas y buenos pastos. Los caminos son locales; a media legua se encuentra el nuevo que de Peñacerrada conduce a Vitoria. Producciones: trigo, cebada, avena, centeno, frutas y buenas legumbres; ganado lanar, cabrío, vacuno, yeguar y de cerda; caza perdices, liebres y palomas. Población: 11 vecinos, 44 almas.
Diccionario geográfico-estadístico-histórico de España y sus posesiones de Ultramar

## Cultura

### Patrimonio material
Iglesia de San Pedro. El edificio presenta una portada gótica del siglo XIII con decoración geométrica, capiteles esculpidos y una puerta con herrajes originales. Su estructura de planta rectangular incluye bóvedas nervadas de los siglo XIV-XV, un retablo mayor renacentista de Juan Martínez de Peristegui y retablos laterales barrocos. Destacan una pila bautismal gótica, un coro decorado con triglifos y florones, y una sacristía con bóvedas de cañón.
Ermita de San Pedro, comunal de Aguillo y Maruri, pudo haber sido una antigua parroquia del mortuorio de Huribarri. Presenta una portada románica de finales del siglo XII o siglo XIII, con arco de medio punto, arquivolta baquetonada con perlas y trasdós ajedrezado. Su estructura rectangular tiene un presbiterio más bajo que la nave, cubiertas de cañón y cañón apuntado, un arco toral sobre pilastras y un arco cegado con restos de ornamentación geométrica.
Arquitectura popular, conjunto de casas construidas en piedra de mampostería, con sillería en recercado de huecos, esquinas e impostas. Dos plantas y desván.

## Webs
- Página web de Aguillo
- Información en la web de la Diputación de Burgos
- Guía Campsa (enlace roto disponible en Internet Archive; véase el historial, la primera versión y la última).
- IDECyL, Infraestructura de Datos Espaciales de la Junta de Castilla y León. Archivado el 12 de noviembre de 2016 en Wayback Machine.

- Datos: Q8191898
- Multimedia: Agilu / Aguillo / Q8191898